# تيد بيكرينغ
تيد بيكرينغ (بالإنجليزية: Ted Pickering)‏ هو مهندس كيميائي وسياسي أسترالي، ولد في 1 نوفمبر 1939 في نيوكاسل في أستراليا. حزبياً، نشط في الحزب الليبرالي الأسترالي. وقد انتخب عضو المجلس التشريعي نيو ساوث ويلز (13 أكتوبر 1976 – 11 أكتوبر 1995).